# Грем Сміт (футболіст, 1994)
Грем Девлін Сміт (англ. Graham Devlin Smith; нар. 9 квітня 1994, Нью-Гоуп, Пенсільванія, США) — американський футболіст, виступав на позиції опорного півзахисника.

## Життєпис

### Ранні роки
З 2012 по 2013 рік виступав за футбольну команду Університету Піттсбурга, а в 2014 році перейшов до футбольної команди Університету Південної Флориди.

### «Сентрал»
Став одним із багатьох гравців, яких привезли за тритижневими контрактами, щоб грати за тринідадську команду «Сентрал» у Карибському клубному чемпіонаті 2017 року. Вийшов у стартувому складі у першому раунді турніру проти представника Прем'єр-ліги Гренади «Гренадес», а також грав у у своєму матчі проти «Сібао» з Домініканської Республіки, в якому отримав жовту картку.

### Професійна кар'єра
15 березня 2018 року Сміт підписав контракт з клубом United Soccer League «Північна Кароліна».